# Riciclo della plastica

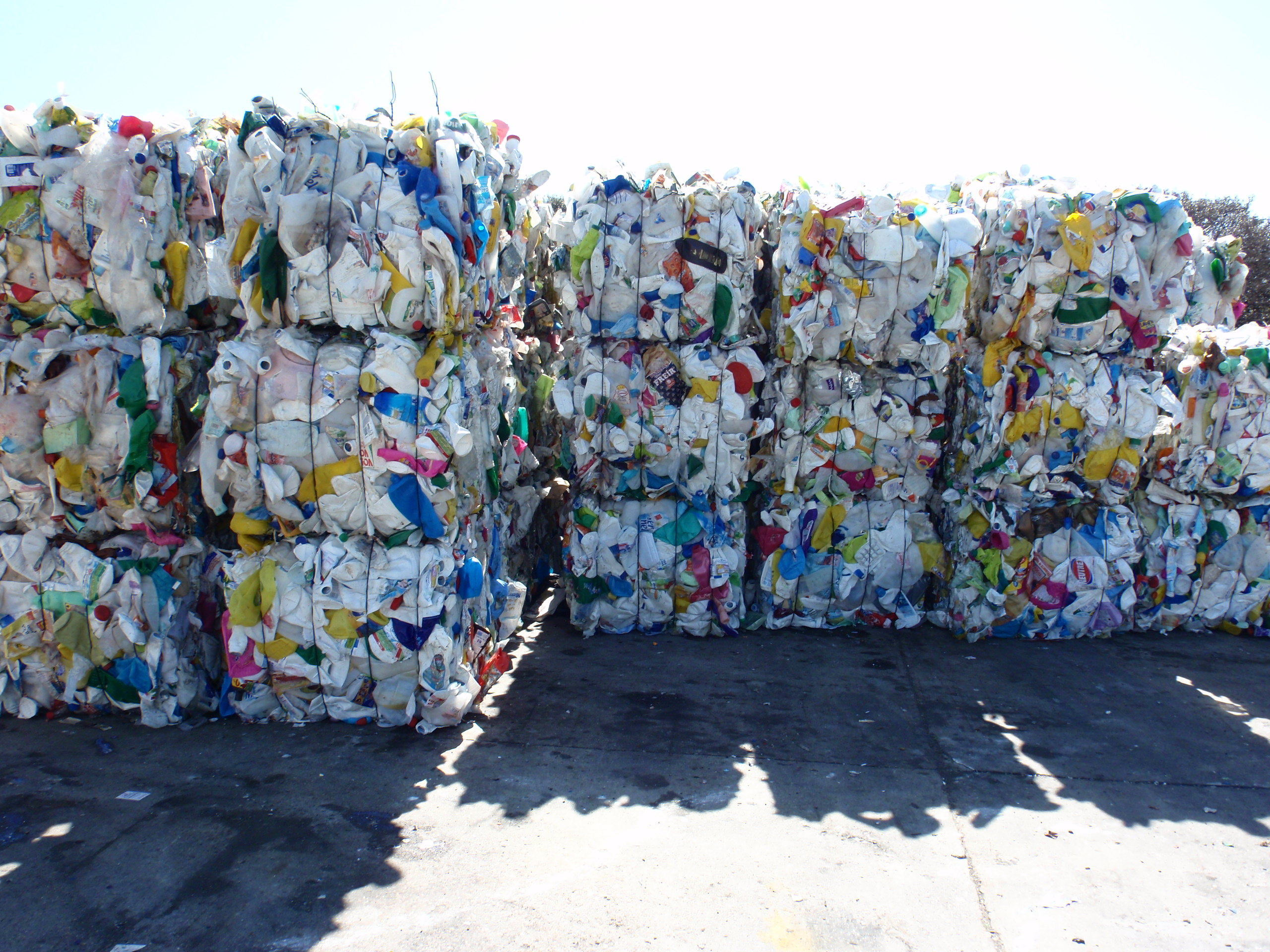
Balle di rifiuti di plastica destinate al riciclo.

Il riciclaggio della plastica (o riciclo della plastica) è un settore specifico del riciclaggio dei rifiuti, e consiste in un insieme di operazioni che vengono svolte sui rifiuti costituiti da plastica per ottenere un nuovo materiale da reimmettere nei processi produttivi.

## Tipologia della materia plastica

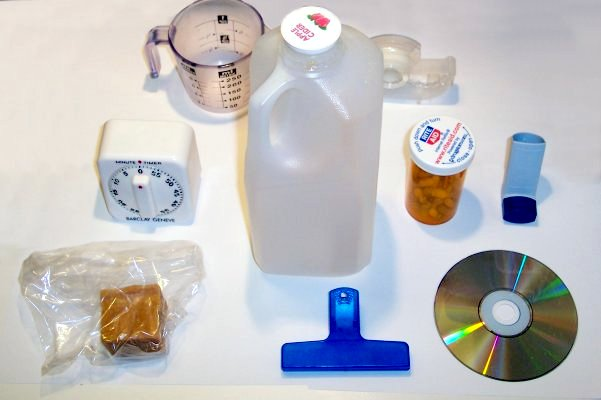
Vari oggetti in plastica utilizzati in ambito domestico.

Le materie plastiche più diffuse sul mercato dei prodotti di consumo sono:
- Polietilene (PE, a sua volta suddiviso in polietilene ad alta densità - HDPE e a bassa densità - LDPE): sacchetti, flaconi per detergenti, giocattoli, pellicole e altri imballi;
- Polipropilene (PP): oggetti per l'arredamento, contenitori per alimenti, flaconi per detersivi e detergenti, moquette, mobili da giardino;
- Cloruro di polivinile (PVC): vaschette per le uova, film, tubi; è presente anche nelle porte, nelle finestre, nelle piastrelle;
- Polietilene tereftalato (PET): bottiglie per bevande, fibre sintetiche, nastri per cassette;
- Polistirene, anche detto polistirolo (PS): vaschette per alimenti, posate, piatti, bicchieri.

La raccolta differenziata delle materie plastiche riguarda in particolare gli imballaggi, che costituiscono una percentuale rilevante della plastica contenuta nei rifiuti urbani (oltre il 50%).
All'inizio, in Italia, tale raccolta riguardava solo le bottiglie e i flaconi. A partire dal 2001, si è allargata la possibilità di riciclaggio anche agli altri imballaggi in plastica, come sacchetti, scatole, vaschette e pellicole per imballaggi. Gli stessi sacchi in polietilene utilizzati per la raccolta differenziata vengono a loro volta riciclati. Dal 2012 è consentito conferire nella raccolta della plastica anche i bicchieri di plastica (tranne quelli biodegradabili) e dal 2013 le grucce appendiabito.

## Procedimenti del riciclo della plastica

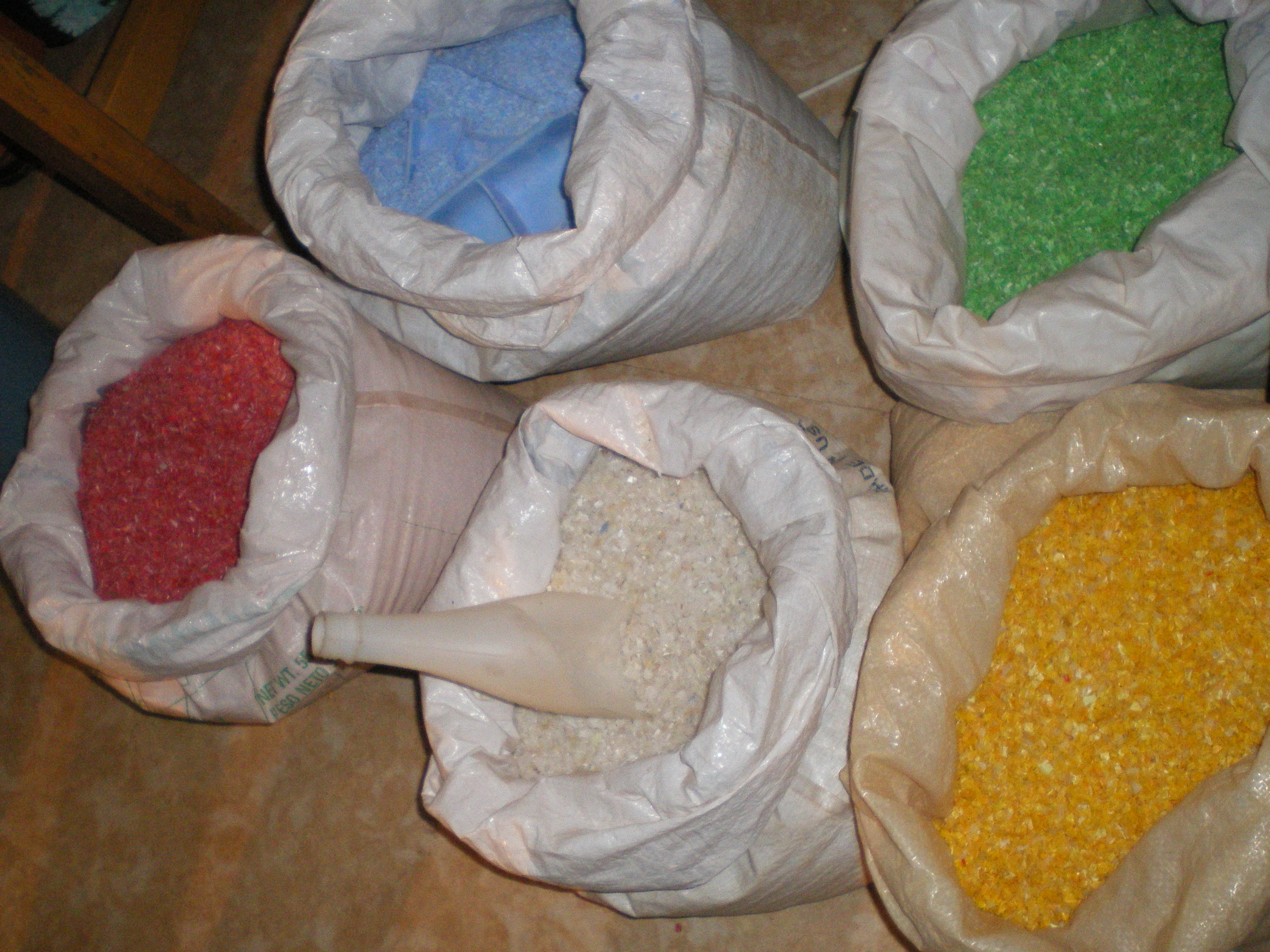
Granuli ottenuti da plastica riciclata, utilizzati per produrre nuovi oggetti.

Dopo la fase di raccolta differenziata, la plastica viene portata negli impianti di prima selezione e trattamento; viene quindi separata da altre frazioni e impurità, quindi suddivisa per tipi di polimero.
In particolare si selezionano PET, PE, a bassa e alta densità e PP.
Il procedimento di riciclo può essere:
- meccanico, il più comune: si ottengono scaglie o granuli che verranno utilizzati per la produzione di nuovi oggetti. Il materiale ottenuto è tanto migliore quanto più la plastica di partenza è omogenea;
- chimico, meno comune ma già applicato a livello industriale (ad esempio l'idrolisi del PET): all'opposto della sintesi della materia plastica, questo processo mira a spezzare le molecole base della plastica (polimeri) e ottenere le materie prime (monomeri) di partenza.

## Applicazioni

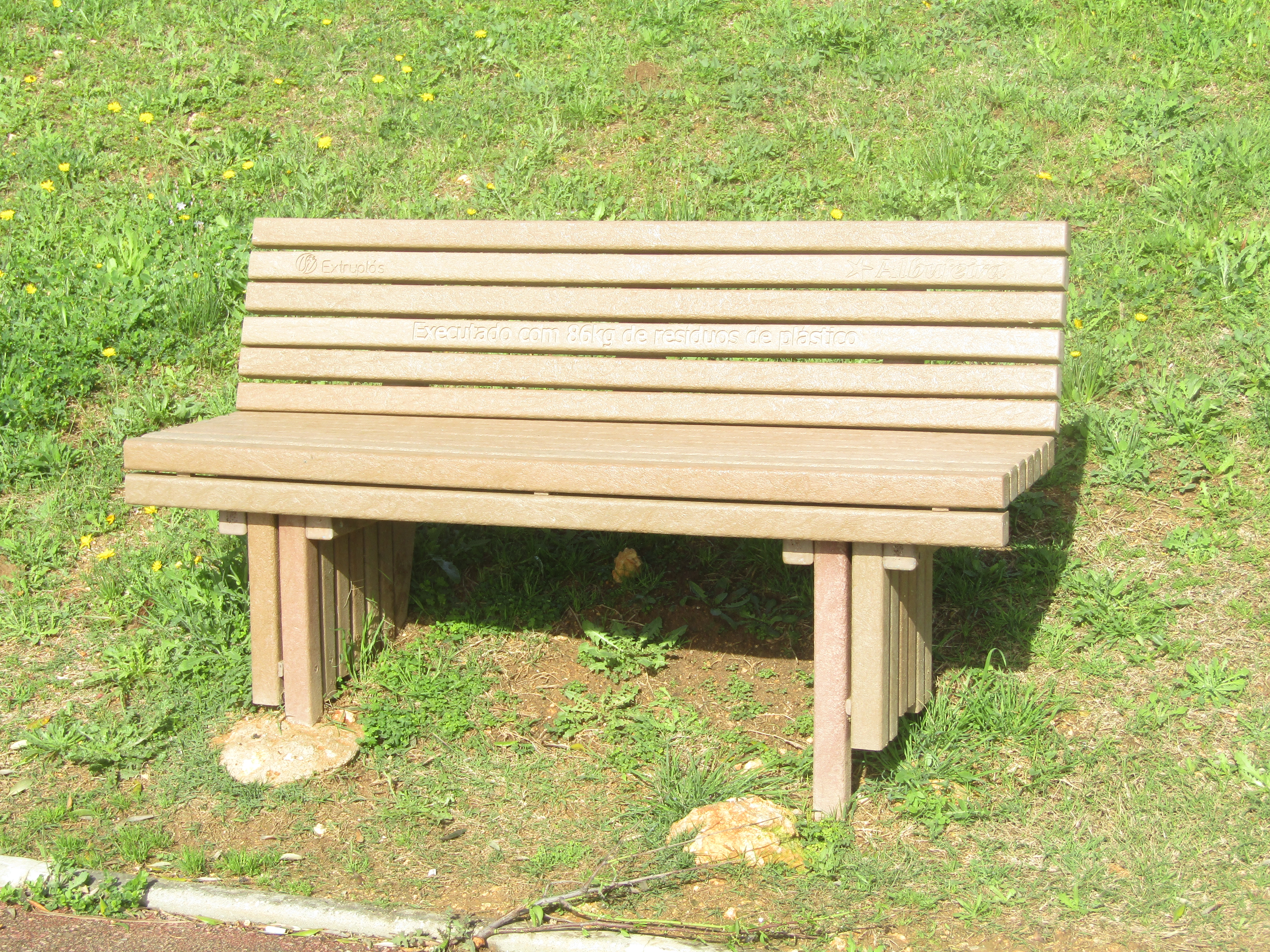
Una panchina realizzata con plastica riciclata.

Il riciclo si presta particolarmente alle materie plastiche degli imballaggi.
I polimeri che permettono i migliori risultati in termini di recupero sono: PET, PVC, PE.
Nel caso si suddividano i diversi tipi in modo omogeneo, si ottiene materia prima secondaria, cioè con caratteristiche tecniche e chimiche del riciclato molto simili a quelle iniziali. Alcuni esempi di prodotti:
- con il PET riciclato: nuovi contenitori non alimentari con l'eccezione di contenitori per acque minerali e bevande analcoliche, fibre per imbottiture, maglioni, "pile", moquette, interni per auto, lastre per imballaggi vari;
- con il PVC riciclato: tubi, scarichi per l'acqua piovana, raccordi, passacavi, prodotti per il settore edile;
- con il PE riciclato: contenitori per detergenti, tappi, film per i sacchi della spazzatura, pellicole per imballaggi, casalinghi.

Per acque minerali e bevande analcoliche il riciclo del PET avviene con le modalità stabilite dal Dm 113/2010 che consente l'impiego di polietilentereftalato (Pet) riciclato nella produzione di bottiglie per uso alimentare (con un contenuto massimo del 50 % sul totale), in deroga all'articolo 13 del Dm 21 marzo 1973.
Nel caso di trattamento di diversi tipi di plastica insieme, si ottiene plastica riciclata eterogenea, impiegata ad esempio per produzione di panchine, parchi giochi, recinzioni, arredi per la città, cartellonistica stradale.

### Trattamenti alternativi
La plastica non avviata al recupero può essere destinata all'incenerimento, sfruttando la possibilità di recupero energetico. Se sottoposta invece ad un apposito trattamento, può dare origine a combustibili alternativi, utilizzabili nei forni dei cementifici e per la produzione di energia termoelettrica. 
Secondo una fonte del 2021, questa frazione costituisce quasi la metà della plastica raccolta, e ha una composizione variabile che comprende plastica, carta e cartone, legno, tessuti, inerti ed altri polimeri come PVC e ABS inadatti ai processi di riciclo.
Una proposta di legge presentata il 18 maggio 2017 da Stefano Vignaroli ha introdotto sul panorama legislativo il termine plasmix, ossia un insieme di plastiche eterogenee incluse negli imballaggi post-consumo e non recuperate come singoli polimeri utilizzabile per produrre granuli da riciclo a base poliolefinica.
. 
A livello nazionale, esistono opportuni consorzi di filiera, nati con il Decreto Ronchi, che si occupano del recupero di differenti frazioni merceologiche.
Sul territorio nazionale sono operativi 35 centri di selezione di rifiuti di imballaggi in plastica. 
Il servizio di raccolta differenziata di rifiuti di imballaggi in plastica è stato avviato in oltre 6.500 comuni, la popolazione coinvolta sfiora il 90%.

## Cosa conferire nella plastica

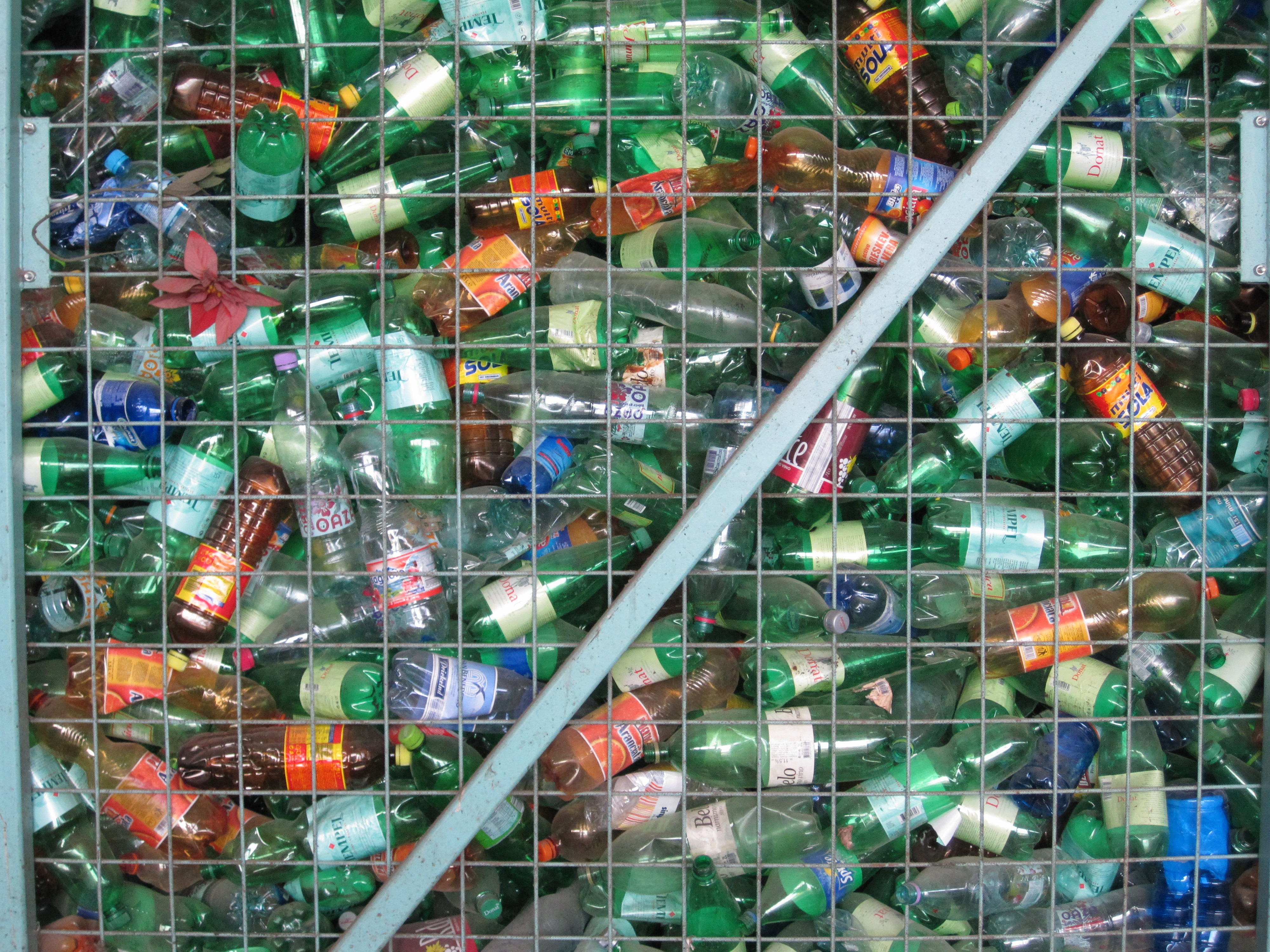
Bottiglie di plastica raccolte in un impianto di riciclaggio

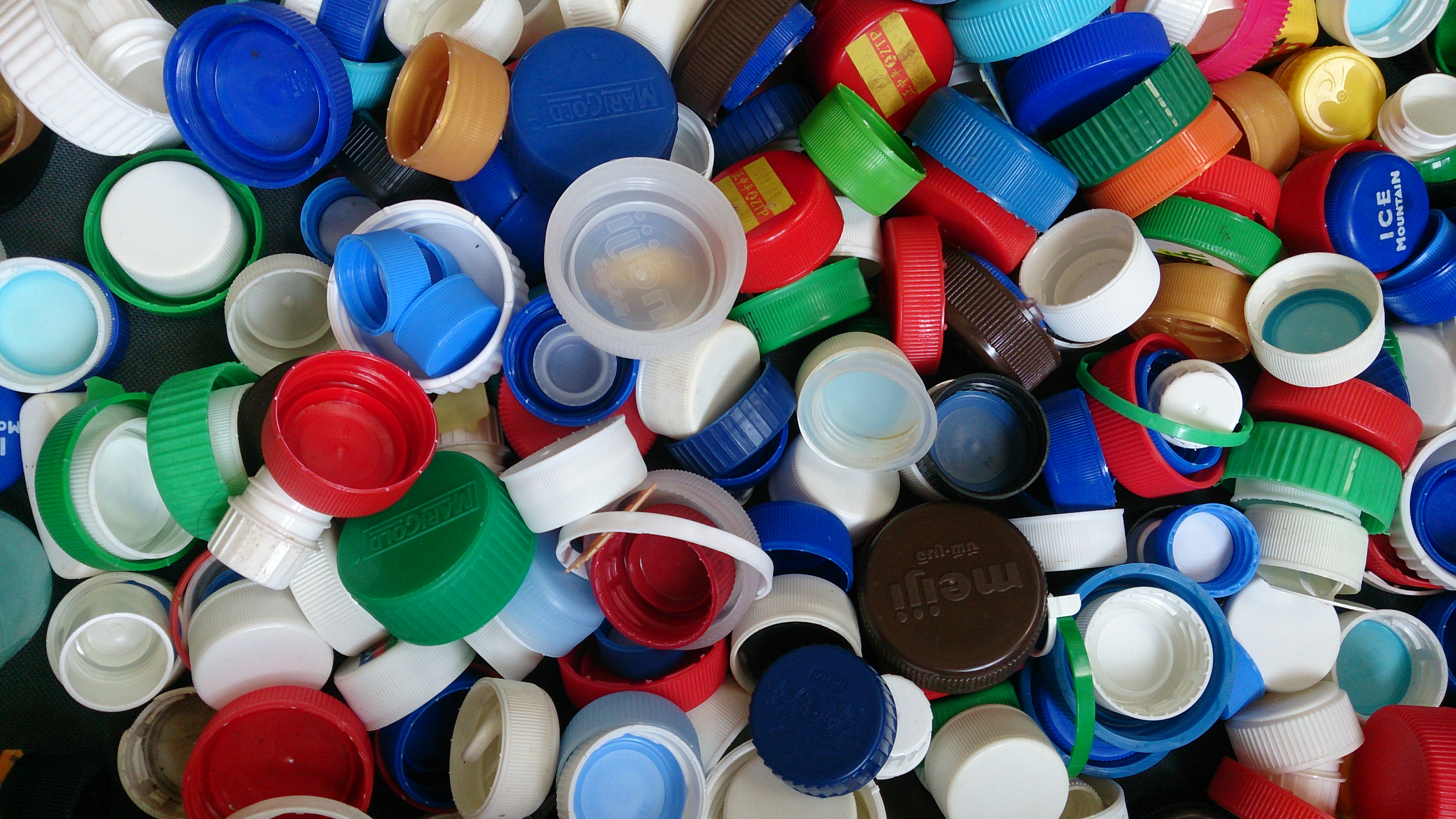
Tappi di plastica

Generalmente sono accettati nella raccolta della plastica, a titolo di esempio, le tipologie di oggetti elencate a seguire. Tuttavia ogni entità amministrativa territoriale, nel caso dell'Italia ogni comune o consorzio di comuni, dispone in materia di raccolta rifiuti, definendo le tipologie accettate e le indicazioni per la loro differenziazione. 
- bottiglie in plastica, accettate in quasi tutti i paesi[5]
- flaconi e dosatori, accettate in quasi tutti i paesi[5]
- vaschette delle uova in plastica
- cassette per ortofrutta[6] e bottiglie
- film plastici[7]
- involucri di merendine
- imballaggi in polistirolo espanso, sebbene non accettati in molti paesi[5]
- vaschette per verdura o per salumi, sebbene spesso non accettate in molti paesi se in PET[5]
- reti da frutta
- vasetti dello yogurt
- sacchetti in plastica non biodegradabile
- blister trasparenti preformati
- sacchetti di pasta, patatine, caffè, surgelati...
- sacchi di prodotti da giardino, cibo per animali
- pellicola per alimenti
- reggette per legatura pacchi
- film per cluster bottiglie
- tubetti di plastica per creme, salse, dentifricio
- piatti e bicchieri usa e getta
- grucce appendiabiti in plastica (anche con gancio in metallo)
- pluriball (bolle d'aria)
- vasi per vivaisti (per piante da trapiantare)
- scatole e buste per il confezionamento di abiti
- vassoi per cioccolatini
- imballaggi di trucchi e cosmetici vuoti (burro cacao, rossetto, mascara, ombretto, ecc.)

Non è invece consentito conferire nella raccolta della plastica: oggetti in plastica che non sono imballaggi come giocattoli o utensili, posate, cannucce, palette per il caffè, pannolini, assorbenti, preservativi, gomma e oggetti in plastica biodegradabile come sacchetti, piatti e bicchieri.